# Xiphorhynchus guttatoides
A Xiphorhynchus guttatoides a madarak (Aves) osztályának verébalakúak (Passeriformes) rendjébe, valamint a fazekasmadár-félék (Furnariidae) családjába és a fahágóformák (Dendrocolaptinae) alcsaládjába tartozó faj.

## Rendszerezése
A fajt Frédéric de Lafresnaye francia ornitológus írta le 1850-ben, a Nasica nembe  Nasica guttatoides néven, innen helyezték jelenlegi nemébe.
Jelenlegi besorolása vitatott, egyes szervezetek szerint a cseppfoltos fahágó (Xiphorhynchus guttatus) alfaja Xiphorhynchus guttatus guttatoides néven, önálló fajjá nyilvánítását egyes szervezetek még nem fogadják el.

## Alfajai
- Xiphorhynchus guttatoides dorbignyanus
- Xiphorhynchus guttatoides guttatoides[3]

## Előfordulása
Brazília, Bolívia, Ecuador, Kolumbia, Peru, és Venezuela  területén honos. A természetes élőhelye a szubtrópusi és trópusi  síkvidéki és hegyi esőerdők, valamint száraz erdők, mocsári erdők, mangroveerdők és szavannák. Állandó, nem vonuló faj.

## Megjelenése
Átlagos testhossza 22,5–29,5 centiméter, testtömege 45–69  gramm.

## Életmódja
Főleg ízeltlábúakkal táplálkozik, de kisebb gerinceseket is fogyaszt.